# M&G Scuola Pallavolo 2023-2024
Questa voce raccoglie le informazioni riguardanti la M&G Scuola Pallavolo nelle competizioni ufficiali della stagione 2023-2024.

## Stagione
Nella stagione 2023-24 la M&G Scuola Pallavolo assume la denominazione sponsorizzata di Yuasa Battery Grottazzolina.
Partecipa per la quinta volta, la seconda consecutiva, al campionato di Serie A2 classificandosi prima al termine della regular season: la posizione le permette di accedere ai play-off promozione, grazie ai quali ottiene la promozione in Superlega superando in finale l'Emma Villas.
La posizione in regular season consente al club di accedere anche alla Coppa Italia di Serie A2, dove viene fermata in semifinale dalla Porto Robur Costa.
Quale prima classifica in regular season, disputa la Supercoppa italiana di categoria dove viene sconfitta dalla Atlantide Brescia.

## Organigramma societario
Area direttiva
- Presidente: Rossano Romiti
- Vicepresidente: Claudio Laconi
- Direttore sportivo: Rossano Romiti
- Team manager: Ferdinando Moretti
- Segreteria generale: Rossano Romiti

Area tecnica
- Allenatore: Massimiliano Ortenzi
- Allenatore in seconda: Mattia Minnoni
- Assistente allenatore: Andrea Nicolini
- Scout man: Gabrio Piozzi
- Responsabile settore giovanile: Massimiliano Ortenzi

Area comunicazione
- Relazioni esterne: Fabio Paci
- Addetto stampa: Valerio Finucci

Area marketing
- Responsabile marketing: Claudio Bonini

Area sanitaria
- Staff medico: Auro Caraffa
- Medico sociale: Giorgio Nesca
- Preparatore atletico: Francesco Pison
- Fisioterapista: Michele Del Bello

## Rosa
| N° | Nome               | Ruolo | Data di nascita  | Nazionalità sportiva |
| -- | ------------------ | ----- | ---------------- | -------------------- |
| 3  | Marco Cubito       | C     | 25 aprile 1992   | Italia               |
| 4  | Riccardo Vecchi    | S     | 1º aprile 1996   | Italia               |
| 5  | Matteo Lusetti     | P     | 6 agosto 2002    | Italia               |
| 6  | Andrea Canella     | C     | 19 gennaio 1998  | Italia               |
| 7  | Andrea Mattei      | C     | 23 luglio 1993   | Italia               |
| 8  | Rasmus Nielsen     | O     | 22 maggio 1994   | Danimarca            |
| 9  | Matteo Bellomo     | S     | 1º febbraio 2001 | Italia               |
| 10 | Fabrizio Ferraguti | S     | 13 aprile 1995   | Italia               |
| 11 | Aleksandăr Mitkov  | S/O   | 9 ottobre 1996   | Bulgaria             |
| 12 | Diego Foresi       | L     | 13 dicembre 2007 | Italia               |
| 13 | Michele Fedrizzi   | S     | 21 maggio 1991   | Italia               |
| 15 | Manuele Marchiani  | P     | 5 aprile 1989    | Italia               |
| 16 | Andrea Romiti      | P     | 7 febbraio 2007  | Italia               |
| 18 | Roberto Romiti     | L     | 27 gennaio 1983  | Italia               |
| 44 | Andrea Marchisio   | L     | 6 novembre 1990  | Italia               |
| 77 | Claudio Cattaneo   | S     | 13 novembre 1997 | Italia               |

## Mercato
| Acquisti                               | Acquisti           | Acquisti           | Acquisti   |
| R.                                     | Nome               | da                 | Modalità   |
| -------------------------------------- | ------------------ | ------------------ | ---------- |
| S                                      | Matteo Bellomo     | Rubicone In Volley | definitivo |
| C                                      | Andrea Canella     | Padova             | definitivo |
| S                                      | Claudio Cattaneo   | New Mater          | definitivo |
| S                                      | Michele Fedrizzi   | Callipo            | definitivo |
| P                                      | Matteo Lusetti     | Bologna            | definitivo |
| L                                      | Andrea Marchisio   | New Mater          | definitivo |
| C                                      | Andrea Mattei      | Top Volley Latina  | definitivo |
| S/O                                    | Aleksandăr Mitkov  | Castellana         | definitivo |
| Trasferimenti nel corso della stagione |                    |                    |            |
| S                                      | Fabrizio Ferraguti | Energy Parma       | definitivo |

| Cessioni                               | Cessioni           | Cessioni           | Cessioni   |
| R.                                     | Nome               | a                  | Modalità   |
| -------------------------------------- | ------------------ | ------------------ | ---------- |
| C                                      | Filippo Bartolucci | Porto Robur Costa  | definitivo |
| S                                      | Dušan Bonačić      | Al-Rayyan          | definitivo |
| S                                      | Federico Ferrini   | The Begin Ancona   | definitivo |
| C                                      | Leonardo Focosi    | Virtus Fano        | definitivo |
| L                                      | Giacomo Giorgini   | The Begin Ancona   | definitivo |
| S                                      | Mattia Minnoni     | -                  | ritirato   |
| P                                      | Francesco Pison    | -                  | ritirato   |
| S                                      | Alejandro Rizo     | Virtus Fano        | definitivo |
| Trasferimenti nel corso della stagione |                    |                    |            |
| S                                      | Matteo Bellomo     | Rubicone In Volley | definitivo |

## Risultati

### Serie A2

#### Girone di andata
| 1ª Giornata - 15 ottobre 2023 Palasport Grottazzolina, Grottazzolina   | M&G              | 3 - 1 | Cuneo             | 25-19, 25-17, 30-32, 26-24        |
| 2ª Giornata - 22 ottobre 2023 PalaBigi, Reggio nell'Emilia             | Tricolore        | 2 - 3 | M&G               | 19-25, 26-24, 17-25, 28-26, 17-19 |
| 3ª Giornata - 29 ottobre 2023 Palasport Comunale, Ortona               | Impavida Ortona  | 1 - 3 | M&G               | 21-25, 23-25, 25-22, 24-26        |
| 4ª Giornata - 1º novembre 2023 Palasport Grottazzolina, Grottazzolina  | M&G              | 3 - 0 | Porto Viro        | 25-22, 25-14, 25-23               |
| 5ª Giornata - 5 novembre 2023 PalaGrotte, Castellana Grotte            | New Mater        | 1 - 3 | M&G               | 15-25, 32-30, 17-25, 20-25        |
| 6ª Giornata - 11 novembre 2023 Palasport Grottazzolina, Grottazzolina  | M&G              | 3 - 1 | Prata             | 20-25, 25-18, 25-21, 25-13        |
| 7ª Giornata - 19 novembre 2023 Palasport Grottazzolina, Grottazzolina  | M&G              | 3 - 1 | Atlantide Brescia | 25-22, 25-18, 23-25, 27-25        |
| 8ª Giornata - 25 novembre 2023 PalaFrancescucci, Casnate con Bernate   | Libertas Brianza | 2 - 3 | M&G               | 22-25, 25-18, 15-25, 25-23, 8-15  |
| 9ª Giornata - 3 dicembre 2023 Palasport Grottazzolina, Grottazzolina   | M&G              | 3 - 1 | Porto Robur Costa | 30-28, 26-24, 16-25, 31-29        |
| 10ª Giornata - 7 dicembre 2023 PalaMensSana, Siena                     | Emma Villas      | 1 - 3 | M&G               | 27-25, 19-25, 16-25, 18-25        |
| 11ª Giornata - 10 dicembre 2023 Palasport Grottazzolina, Grottazzolina | M&G              | 3 - 2 | Pineto            | 20-25, 26-28, 26-24, 25-13, 15-7  |
| 12ª Giornata - 17 dicembre 2023 PalaParenti, Santa Croce sull'Arno     | Lupi Santa Croce | 3 - 2 | M&G               | 27-29, 26-24, 18-25, 25-14, 15-12 |
| 13ª Giornata - 26 dicembre 2023 Palasport Grottazzolina, Grottazzolina | M&G              | 3 - 0 | Virtus Aversa     | 28-26, 25-22, 29-27               |

#### Girone di ritorno
| 14ª Giornata - 30 dicembre 2023 PalaCastagnaretta, Cuneo               | Cuneo             | 3 - 2 | M&G              | 25-21, 25-21, 23-25, 21-25, 15-11 |
| 15ª Giornata - 7 gennaio 2024 Palasport Grottazzolina, Grottazzolina   | M&G               | 3 - 0 | Tricolore        | 27-25, 25-20, 25-21               |
| 16ª Giornata - 14 gennaio 2024 Palasport Grottazzolina, Grottazzolina  | M&G               | 3 - 1 | Impavida Ortona  | 25-23, 25-19, 22-25, 25-23        |
| 17ª Giornata - 21 gennaio 2024 Palazzetto dello Sport, Porto Viro      | Porto Viro        | 3 - 1 | M&G              | 25-20, 15-25, 25-12, 31-29        |
| 18ª Giornata - 28 gennaio 2024 Palasport Grottazzolina, Grottazzolina  | M&G               | 3 - 0 | New Mater        | 25-19, 25-20, 25-19               |
| 19ª Giornata - 3 febbraio 2024 PalaCrisafulli, Pordenone               | Prata             | 1 - 3 | M&G              | 25-18, 18-25, 27-29, 10-25        |
| 20ª Giornata - 11 febbraio 2024 PalaSanFilippo, Brescia                | Atlantide Brescia | 2 - 3 | M&G              | 25-21, 25-18, 23-25, 20-25, 11-15 |
| 21ª Giornata - 18 febbraio 2024 Palasport Grottazzolina, Grottazzolina | M&G               | 3 - 0 | Libertas Brianza | 25-13, 32-30, 30-28               |
| 22ª Giornata - 25 febbraio 2024 PalaDeAndré, Ravenna                   | Porto Robur Costa | 2 - 3 | M&G              | 25-23, 20-25, 25-18, 18-25, 13-15 |
| 23ª Giornata - 3 marzo 2024 Palasport Grottazzolina, Grottazzolina     | M&G               | 2 - 3 | Emma Villas      | 20-25, 25-20, 28-30, 27-25, 12-15 |
| 24ª Giornata - 10 marzo 2024 Pala Santa Maria, Pineto                  | Pineto            | 2 - 3 | M&G              | 22-25, 25-13, 20-25, 25-23, 13-15 |
| 25ª Giornata - 17 marzo 2024 Palasport Grottazzolina, Grottazzolina    | M&G               | 3 - 2 | Lupi Santa Croce | 29-31, 12-25, 25-21, 25-19, 15-11 |
| 26ª Giornata - 24 marzo 2024 PalaJacazzi, Aversa                       | Virtus Aversa     | 3 - 1 | M&G              | 25-21, 25-22, 21-25, 26-24        |

#### Play-off promozione
| Gara 1 Semifinali - 11 aprile 2024 Palasport Grottazzolina, Grottazzolina | M&G               | 3 - 1 | Porto Robur Costa | 18-25, 25-23, 25-21, 25-14        |
| Gara 2 Semifinali - 14 aprile 2024 PalaDeAndré, Ravenna                   | Porto Robur Costa | 3 - 0 | M&G               | 25-18, 31-29, 25-18               |
| Gara 3 Semifinali - 17 aprile 2024 Palasport Grottazzolina, Grottazzolina | M&G               | 3 - 2 | Porto Robur Costa | 25-20, 15-25, 25-23, 19-25, 15-10 |
| Gara 1 Finale - 21 aprile 2024 Palasport Grottazzolina, Grottazzolina     | M&G               | 3 - 0 | Emma Villas       | 25-18, 25-20, 25-22               |
| Gara 2 Finale - 25 aprile 2024 PalaMensSana, Siena                        | Emma Villas       | 1 - 3 | M&G               | 21-25, 25-19, 13-25, 19-25        |

### Coppa Italia di Serie A2
| Andata Quarti di finale - 1º maggio 2024 PalaFrancescucci, Casnate con Bernate  | Libertas Brianza | 1 - 3 | M&G               | 26-24, 16-25, 19-25, 25-27 |
| Ritorno Quarti di finale - 5 maggio 2024 Palasport Grottazzolina, Grottazzolina | M&G              | 3 - 1 | Libertas Brianza  | 22-25, 25-15, 25-17, 25-19 |
| Semifinali - 11 maggio 2024 PalaCastagnaretta, Cuneo                            | M&G              | 0 - 3 | Porto Robur Costa | 18-25, 22-25, 22-25        |

### Supercoppa italiana di Serie A2
| Finale - 19 maggio 2024 Palasport Grottazzolina, Grottazzolina | M&G | 1 - 3 | Atlantide Brescia | 20-25, 25-20, 25-27, 19-25 |

## Statistiche

### Statistiche di squadra
| Competizione                    | Punti | In casa | In casa | In casa | In trasferta | In trasferta | In trasferta | Totale | Totale | Totale |
| Competizione                    | Punti | G       | V       | P       | G            | V            | P            | G      | V      | P      |
| ------------------------------- | ----- | ------- | ------- | ------- | ------------ | ------------ | ------------ | ------ | ------ | ------ |
| Serie A2                        | 59    | 16      | 15      | 1       | 15           | 10           | 5            | 31     | 25     | 6      |
| Coppa Italia di Serie A2        |       | 1       | 1       | 0       | 1            | 1            | 0            | 3      | 2      | 1      |
| Supercoppa italiana di Serie A2 |       | -       | -       | -       | -            | -            | -            | 1      | 0      | 1      |
| Totale                          | -     | 17      | 16      | 1       | 16           | 11           | 5            | 35     | 27     | 8      |

G = partite giocate; V = partite vinte; P = partite perse 

### Statistiche dei giocatori
| Giocatore    | Serie A2 | Serie A2 | Serie A2 | Serie A2 | Serie A2 | Coppa Italia di Serie A2 | Coppa Italia di Serie A2 | Coppa Italia di Serie A2 | Coppa Italia di Serie A2 | Coppa Italia di Serie A2 | Supercoppa italiana di Serie A2 | Supercoppa italiana di Serie A2 | Supercoppa italiana di Serie A2 | Supercoppa italiana di Serie A2 | Supercoppa italiana di Serie A2 | Totale | Totale | Totale | Totale | Totale |
| Giocatore    | P        | PT       | AV       | MV       | BV       | P                        | PT                       | AV                       | MV                       | BV                       | P                               | PT                              | AV                              | MV                              | BV                              | P      | PT     | AV     | MV     | BV     |
| ------------ | -------- | -------- | -------- | -------- | -------- | ------------------------ | ------------------------ | ------------------------ | ------------------------ | ------------------------ | ------------------------------- | ------------------------------- | ------------------------------- | ------------------------------- | ------------------------------- | ------ | ------ | ------ | ------ | ------ |
| M. Bellomo   | 0        | 0        | 0        | 0        | 0        | -                        | -                        | -                        | -                        | -                        | -                               | -                               | -                               | -                               | -                               | 0      | 0      | 0      | 0      | 0      |
| A. Cancella  | 30       | 251      | 196      | 51       | 4        | 1                        | 1                        | 1                        | 0                        | 0                        | 1                               | 4                               | 4                               | 0                               | 0                               | 32     | 256    | 201    | 51     | 4      |
| C. Cattaneo  | 31       | 234      | 201      | 26       | 7        | 3                        | 2                        | 1                        | 1                        | 0                        | 1                               | 13                              | 12                              | 0                               | 1                               | 35     | 249    | 214    | 27     | 8      |
| M. Cubito    | 8        | 23       | 18       | 5        | 0        | 3                        | 19                       | 14                       | 4                        | 1                        | 1                               | 9                               | 4                               | 5                               | 0                               | 12     | 51     | 36     | 14     | 1      |
| M. Fedrizzi  | 31       | 445      | 333      | 32       | 80       | 3                        | 41                       | 32                       | 2                        | 7                        | 1                               | 11                              | 7                               | 1                               | 3                               | 35     | 497    | 372    | 35     | 90     |
| F. Ferraguti | 2        | 13       | 13       | 0        | 0        | 1                        | 0                        | 0                        | 0                        | 0                        | 0                               | 0                               | 0                               | 0                               | 0                               | 3      | 13     | 13     | 0      | 0      |
| D. Foresi    | 0        | 0        | 0        | 0        | 0        | 1                        | 0                        | 0                        | 0                        | 0                        | 0                               | 0                               | 0                               | 0                               | 0                               | 1      | 0      | 0      | 0      | 0      |
| M. Lusetti   | 20       | 10       | 3        | 5        | 2        | 3                        | 0                        | 0                        | 0                        | 0                        | 1                               | 0                               | 0                               | 0                               | 0                               | 24     | 10     | 3      | 5      | 2      |
| M. Marchiani | 28       | 39       | 5        | 17       | 17       | 3                        | 3                        | 0                        | 3                        | 0                        | 1                               | 0                               | 0                               | 0                               | 0                               | 32     | 42     | 5      | 20     | 17     |
| A. Marchisio | 29       | 0        | 0        | 0        | 0        | 3                        | 0                        | 0                        | 0                        | 0                        | 1                               | 0                               | 0                               | 0                               | 0                               | 33     | 0      | 0      | 0      | 0      |
| A. Mattei    | 31       | 229      | 134      | 84       | 12       | 3                        | 28                       | 16                       | 7                        | 5                        | 0                               | 0                               | 0                               | 0                               | 0                               | 34     | 257    | 150    | 91     | 17     |
| A. Mitkov    | 31       | 40       | 38       | 2        | 0        | 3                        | 7                        | 6                        | 1                        | 0                        | 1                               | 0                               | 0                               | 0                               | 0                               | 35     | 47     | 44     | 3      | 0      |
| R. Nielsen   | 30       | 789      | 700      | 29       | 60       | 3                        | 66                       | 58                       | 5                        | 3                        | 1                               | 26                              | 24                              | 1                               | 1                               | 34     | 881    | 782    | 35     | 64     |
| A. Romiti    | 0        | 0        | 0        | 0        | 0        | -                        | -                        | -                        | -                        | -                        | -                               | -                               | -                               | -                               | -                               | 0      | 0      | 0      | 0      | 0      |
| R. Romiti    | 4        | 0        | 0        | 0        | 0        | 3                        | 0                        | 0                        | 0                        | 0                        | 0                               | 0                               | 0                               | 0                               | 0                               | 7      | 0      | 0      | 0      | 0      |
| R. Vecchi    | 31       | 54       | 44       | 3        | 7        | 3                        | 22                       | 14                       | 4                        | 4                        | 1                               | 1                               | 0                               | 0                               | 1                               | 35     | 77     | 58     | 7      | 12     |

P = presenze; PT = punti totali; AV = attacchi vincenti; MV = muri vincenti; BV = battute vincenti